# Schwedt/Oder
Schwedt/Oder è una città di 33 635 abitanti del Brandeburgo, in Germania.
È il centro maggiore, ma non il capoluogo, del circondario (Landkreis) dell'Uckermark.
Dal 30 ottobre 2013 la città si fregia del titolo di Nationalparkstadt (città del parco nazionale).

## Geografia fisica
Schwedt si trova presso il fiume Oder, che segna il confine con la Polonia (Voivodato della Pomerania Occidentale ). Presso la località di Criewen vi è la sede del parco nazionale della bassa valle dell'Oder che si estende per 165 km².

## Storia
La fondazione della città è da ascriversi attorno al VI/VII secolo, e la prima documentazione che ne porta testimonianza risale al 22 agosto 1265.
Il 20 settembre 1993 venne annesso alla città di Schwedt il comune di Gatow.
Fino al 1993 era una città extracircondariale, poi confluita nel circondario dell'Uckermark.
Nel 2003 venne aggregata alla città di Schwedt/Oder la soppressa città di Vierraden. Il 1º gennaio 2021 venne aggregato anche il comune di Schöneberg. Nel 2022 vennero aggregati i comuni di Berkholz-Meyenburg, Mark Landin e Passow.

## Società

### Evoluzione demografica
- Sviluppo della popolazione dal 1875 all'interno degli attuali confini (linea blu: popolazione; linea punteggiata: confronto dello sviluppo della popolazione dello stato del Brandenburgo; sfondo grigio: ai tempi del governo nazista; sfondo rosso: al tempo del governo comunista).
- Sviluppo recente della popolazione (linea blu) e previsioni.

| Anno | Abitanti |
| ---- | -------- |
| 1875 | 15 127   |
| 1890 | 14 709   |
| 1910 | 14 125   |
| 1925 | 13 640   |
| 1939 | 13 512   |
| 1950 | 12 418   |
| 1964 | 23 441   |

| Anno | Abitanti |
| ---- | -------- |
| 1971 | 38 211   |
| 1981 | 54 933   |
| 1985 | 54 142   |
| 1990 | 53 628   |
| 1995 | 49 371   |
| 2000 | 42 261   |
| 2005 | 37 259   |

| Anno | Abitanti |
| ---- | -------- |
| 2010 | 34 035   |
| 2015 | 30 262   |
| 2016 | 30 182   |
| 2017 | 30 075   |
| 2018 | 29 920   |
| 2019 | 29 680   |
| 2020 | 29 433   |

Fonti dei dati sono nel dettaglio nelle Wikimedia Commons..

## Economia
Schwedt è un centro industriale al margine della bassa valle dell'Oder, che costituisce un parco nazionale nella regione polacca. La città possiede una delle maggiori raffinerie (PCK Raffinerie GmbH) della Germania ed ha una grande industria della carta.

## Cultura
- Uckermärkische Bühnen Schwedt (Teatro)
- Museo cittadino di Schwedt
- Galerie am Kietz
- Berlischky-Pavillon
- Torre dell'acqua
- Chiesa cittadina di S.Caterina
- Cimitero Ebraico
- Tabakscheune in Vierraden
- Kreuzkirche zu Vierraden

## Geografia antropica

### Suddivisioni amministrative
L'area urbana di Schwedt è divisa in 5 quartieri (Stadtteil), denominati Zentrum, Neue Zeit, Talsand, Am Waldrand e Kastanienallee.
Alla città appartengono le frazioni (Ortsteil) di Berkholz-Meyenburg, Blumenhagen, Briest, Criewen, Felchow, Flemsdorf, Gatow, Grünow, Heinersdorf, Hohenfelde, Kummerow, Kunow, Landin, Passow, Schöneberg, Schönermark, Schönow, Stendell, Vierraden e Zützen, ognuna delle quali è amministrata da un "consiglio di frazione" (Ortsbeirat).

## Amministrazione

### Gemellaggi
Schwedt è gemellata con:
- Gryfino
- Koszalin
- Leverkusen
- Chojna